# Drogtest
Drogtest innebär att man samlar in biologiskt material från en individ för att bestämma om den använt droger.
Oftast är det urinprov som individen lämnar, men drogtester kan också ske med hjälp av analys från saliv och hår. Enligt studier som genomförts vid Kriminalvårdens anstalter har det visat sig att test på utandningsluften kan fungera lika bra som drogtest som urinprov.
De vanligaste drogerna som individer testas för är amfetamin, cannabis, kokain, bensodiazepiner, opiater, tramadol och spice.
Förutom att individen kan testas på till exempel sin arbetsplats, finns det även drogtester för hemmabruk om man exempelvis är en orolig förälder eller anhörig. Det är viktigt att upptäcka ett eventuellt missbruk så tidigt som möjligt för att individen ska kunna få den hjälp som behövs och påbörja sin behandling.